# Q-D-Š
Q-D-Š (o Q-D-Sh, traslitterato anche Q-D-S) è una forma comune di radice semitica triconsonantica usata in varie lingue antiche e moderne a partire dal 3º millennio p.e.v. I significati espressi da tale radice sono "Santo", "Sacro", "Potenza Divina", "Separare" e "Santuario". La radice è Q-D-Š in aramaico, ebraico, siriaco e fenicio ricostruito, e Q-D-S in arabo, maltese e Ge'ez.

## Origini
| (IT)             | Protosemitico occidentale | Fenicio | Aramaico            | Siriaco         | Ebraico           | Arabo           | Maltese | Ge'ez  |
| ---------------- | ------------------------- | ------- | ------------------- | --------------- | ----------------- | --------------- | ------- | ------ |
| Radice           | Q-D-Š                     | Q-D-Š   | Q-D-Š               | Q-D-Š           | Q-D-Š             | Q-D-S           | Q-D-S   | Q-D-S  |
| Traslitterazione | *ḳudš-                    | quddoš  | qōdšā               | qudš-ā          | qōḏeš             | quds-           | qaddis  | qiddūs |
| Caratteri*       |                           | -       | - in ebraico ק-ד-ש‎? | siriaco:ܩ -ܕ -ܫ | in ebraico ק-ד-ש‎? | in arabo ق د س‎? |         |        |

*NOTA: I caratteri semitici si scrivono da destra a sinistra.

## Ebraico
| Ebraico* | Traslitterazione | Categoria lessicale | Genere                                    | Definizione                                             |
| -------- | ---------------- | ------------------- | ----------------------------------------- | ------------------------------------------------------- |
| קֹדֶשׁ      | qodesh           | nome                | maschile                                  | santità                                                 |
| קִדֵּשׁ      | qiddesh          | verbo               |                                           | santificare; rendere kiddush                            |
| נתקדשה   | nhitqadsh        | verbo               | (Talmudico) essere promesso/a, coniugarsi |                                                         |
| מִקְדָּשׁ     | miqdash          | nome                | maschile                                  | tempio                                                  |
| מְקֻדָּשׁ     | miqudash         | aggettivo           |                                           | santo, sacro, santificato                               |
| מֻקְדָּשׁ     | muqdash          | aggettivo           | dedicato, devoto                          |                                                         |
| קִדּוּשׁ     | qidush           | nome                | maschile                                  | (rituale ebraico) Kiddush                               |
| קַדִּישׁ     | qadish           | nome                | maschile                                  | (rituale ebraico) Kaddish                               |
| קְדֻשָּׁה     | q'dusha          | nome                | femminile                                 | santità, purezza, sacralità; (rituale ebraico) Kedushah |
| קָדֵשׁ      | qadesh           | nome                | maschile                                  | che concerne quanto santo nell'ebraismo                 |
| קְדֵשָׁה     | qdesha           | nome                | femminile                                 | che concerne la santità nell'ebraismo                   |
| קֶדֶשׁ      | qedesh           | nome                |                                           | (villaggio canaanita) Kedesh                            |
| קָדֵשׁ      | qadesh           | nome                | (luogo a sud dell'Antico israele) Kadesh  |                                                         |

*NOTA: I caratteri semitici si scrivono da destra a sinistra.